# Kohana
Kohana (вимовляється «кохана» або «когана»; раніша назва — Blue Flame) — вебфреймворк на мові PHP з відкритим кодом, який використовує архітектурну модель MVC (англ. Model View Controller). Його мета — бути безпечним, легким і простим у використанні.

## Історія
Проект Kohana був створений як відгалуження PHP-фреймворку CodeIgniter під назвою Blue Flame. Головною причиною форку був перехід до відкритішої для громадськості моделі розробки, оскільки багато користувачів були невдоволені швидкістю розробки і виправлення помилок у CodeIgniter. Рік Елліс (англ. Rick Ellis) — творець і власник CodeIgniter — радо зустрів відгалуження від свого проекту, але допомагати відмовився; він підштовхнув новий проект до створення власної документації і порадив перейменувати проект. В липні 2007 Blue Flame був перейменований в Kohana для того, щоб уникнути проблем з авторськими правами в майбутньому.
Назва «Kohana» було вибрано, коли розробники почали переглядати словники корінних американців для того, щоб вибрати слово, яке не порушувало б авторського права. Kohana мовою Сіу означає «швидкий». Українською вимова назви Kohana — «кохана» — означає та, яку кохають, палко люблять. Також в японській мові має значення «маленька квітка», та ім'я відомої касатки (Kohana) — всі ці значення не мають відношення до назви.

## Особливості
- Висока безпека
- Екстремальна легкість
- Легкий у розумінні
- Використовує MVC-модель
- Повна сумісність з UTF-8
- Дуже легко розширюється

## Технології
- Суворе ООП, реалізоване на PHP5
- Проста абстракція бази даних з використанням SQL-драйверів

## Версії

### Гілки розробки
В даний час паралельно розробляються три гілки:
- Гілка 3 .1. X. Поточна стабільна версія 3.1.4. Офіційно підтримувалася до лютого 2012 р. Проте, оскільки версія 3.1.4 була випущена в липні 2011 р., очікується ще як мінімум один мінорний реліз із закриттям відомих багів.
- Гілка 3 .2. X. Рекомендується для створення нових програм[3]. Поточна стабільна версія 3.2.0. Офіційна підтримка до липня 2012
- Гілка 3 .3. X. На даний момент випущено RC1 і RC2. У даній гілці продовжена переробка механізму «запит-відповідь» (Request/Response), особливо в частині HMVC-запитів.

### Відмінності між версіями

#### Відмінність від Kohana CodeIgniter

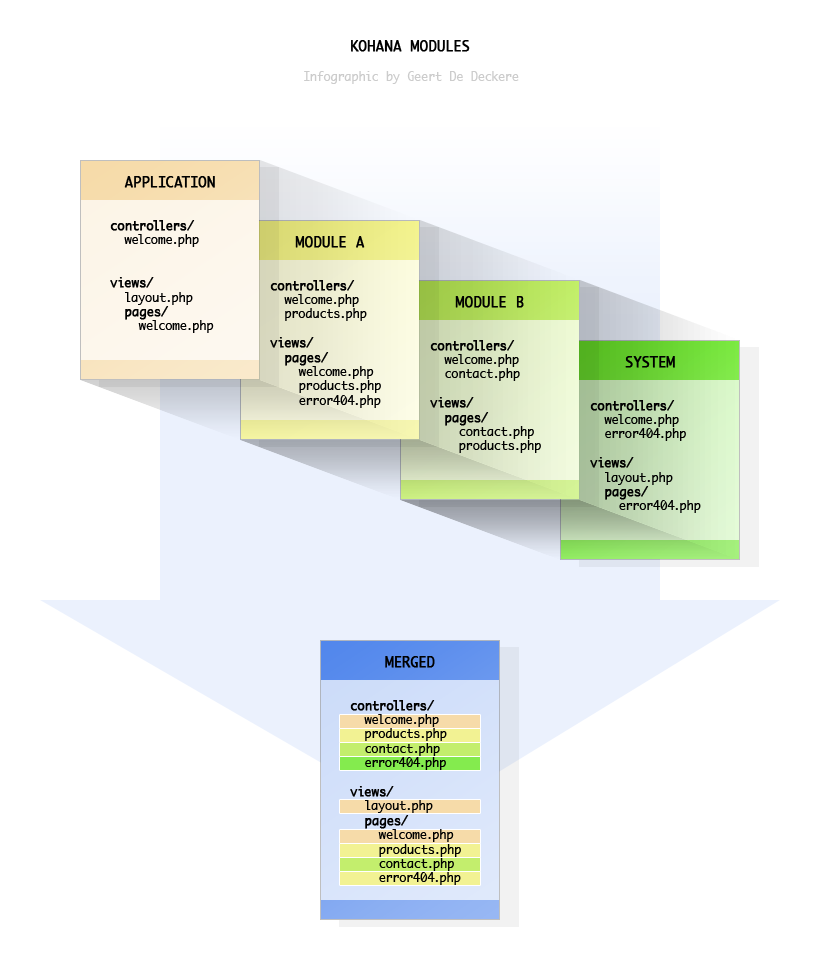
Ілюстрація успадкування ресурсів

- Суворе ООП на базі можливостей PHP5. Передбачає багато плюсів: захист видимості, автоматичне підвантаження класів, інтерфейси, абстрактні класи, перевантаження властивостей і методів, і застосування патерну одинак (Singleton).
- Kohana приєдналася до ініціативи GoPHP5 [Архівовано 19 червня 2010 у Wayback Machine.]. Всі релізи після 2.2 відповідатимуть цим вимогам.
- Збережено стиль CodeIgniter. Будь-який розробник, що використовував CodeIgniter швидко зрозуміє структуру Kohana.
- Керується спільнотою, а не компанією. Kohana управляється дискусіями, ідеями та кодом спільноти. Розробники Kohana з усіх куточків світу, кожен зі своїм власним талантом. Це дозволяє прискорити і зробити гнучкішим цикл розробки в якому реагування на проблеми займає години, замість днів або місяців.
- Масиви GET, POST, COOKIE, і SESSION працюють як передбачається. Kohana не обмежує доступ до глобальних змінних, але надає ту ж фільтрацію та XSS захист, що і CodeIgniter.
- Каскадні ресурси, модулі й спадкування. Контролери, моделі, бібліотеки, хелпери, і види можуть бути завантажені з будь-якого місця вашої системи, програми, або модуля. Опції конфігурації спадковувані і можуть динамічно перезаписуватся кожним застосунком.
- Нема конфліктів просторів імен. Суфікси класів, як «_Controller», використовуються для запобігання конфліктів простору імен. Це дозволяє контролерам та моделями користувача завантажуватися в один і той же час.
- Справжнє автозавантаження класів. Діє для бібліотек, контролерів, моделей, і хелперів. Це не попереднє завантаження, а справжнє динамічне підвантаження класів при їх ініціалізації.
- Хелпери — статичні класи, а не функції. Для прикладу, замість використання «form_open()», ви можете використовувати форму «form::open()».
- Пов'язаність драйверів бібліотек і API.
- Потужний обробник подій. У Kohana події можуть бути динамічно додані, замінені або, навіть, вилучені. Це дозволяє вносити значні зміни в процес роботи Kohana, без модифікації існуючого системного коду.

#### Відмінність Kohana 3 від Kohana 2.х
Версії 2.х і 3 фреймворку Kohana слід розглядати як різні фреймворки. Основні відмінності версії 3 в порівнянні з 2.х:
- Змінено організацію файлової системи. Всі класи виділено в директорію класів з підкаталогами model і controller для моделей та контролерів відповідно. Бібліотеки та хелпери в Kohana 3.x зберігаються разом і по суті тепер не відрізняються один від одного.
- Єдине правило іменування класів. Ім'я будь-якого класу має відповідати директорії, в якій розташований файл цього класу (наприклад, клас Model_Foo_Bar повинен розташовуватися у файлі classes\model\foo\bar.php).
- Частина функціональності ядра винесена в окремі модулі (наприклад, база даних, ORM), які можна відключати.
- Кращий контроль над кодом, що виконуються до завантаження фреймворку. У зв'язку з цим з ядра фреймворку були видалені події (Events) і хукі (Hooks).
- Новий механізм роутінга.
- Значні зміни в рівнях бази даних і ORM.
- Можна запустити будь-який контролер і отримати його виведення не тільки по HTTP, але і прямо з коду (зазначивши роути), минаючи протокол HTTP. Це дозволяє винести незалежні блоки генеруємого контенту в окремі контролери, а також спрощує клієнт-серверну взаємодію в AJAX[5][6].

#### Відмінність Kohana 3.1 від Kohana 3.0
В гілці 3.1.x відбувся поділ об'єкта Request на окремі класи Request і Response. Крім того, валідація тепер також розподілена між класами Validation (управління ходом валідації) та Valid (набір стандартних статичних правил, аналогічно класу Valid в Kohana 2.3.4). Більш докладно про основні зміни можна прочитати в офіційній документації(англ.).

#### Відмінність Kohana 3.2 від Kohana 3.1
Основною зміною в гілці 3.2.x стала переробка механізму роботи з файлами. З'явилися класи Kohana_Config_Reader і Kohana_Config_Writer, що дозволяють на їх основі реалізовувати власні драйвери для роботи з різними джерелами даних (файли, СУБД і т. д.). Крім того, HTTP-кешування, що з'явилося в 3.1.x, було винесено з класу Request в окремий клас HTTP_Cache модуля Cache.

#### Відмінність Kohana 3.3 від Kohana 3.2
В гілці 3.3.x було прийнято рішення про перехід на стандарт PSR-0. У зв'язку з цим всі імена директорій і файлів класів повинні починатися з великої літери. Крім того, здійснено цілий ряд змін щодо підвищення ізоляції HMVC-запитів, обробці помилок виконання запитів і т. д. Доданий новий модуль Minion для виконання Cron-задач.

### Історія версій
| Колір     | Опис                               |
| --------- | ---------------------------------- |
| Червоний  | Стара версія; не підтримується     |
| Жовтий    | Стара версія; все ще підтримується |
| Зелений   | Поточна версія                     |
| Блакитний | Планована версія                   |

| Назва     | Версія | Кодове ім'я   | Підверсії | Дата релізу | Істотні зміни |
| --------- | ------ | ------------- | --------- | ----------- | --- |
| BlueFlame | 1.0    |               | 1.0       | 2007-05-31  | - Початковий реліз - Форк від CodeIgniter 1.5.4 (попередній реліз, ревізія 566 в svn) |
| Kohana    | 2.0    | superlime     | 2.0       | 2007-11-08  | - Код повністю переписаний, немає старого успадкованого коду - Припинено сумісність з PHP4, орієнтація на PHP5 - Повністю об'єктно-орієнтований програмний каркас - У дистрибутив включені модулі - Концепція каскадних ресурсів                                                                                |
| Kohana    | 2.1    | Schneefeier   | 2.1.0     | 2008-02-05  | - Нові бібліотеки: Cache , Image , ORM , Payment - Нові хелпери: num, expires, email, html::link(), html::breadcrumb(), arr::binary_search(), valid::standard_text(), text::widont(); - Нові модулі: Auth & Forge ; драйвери PostgreSQL та MySQLi - Компресія виведення gzip, виправлення помилок і зміни у API |
| Kohana    | 2.1    | Schneefeier   | 2.1.1     | 2008-02-06  | - Виправлена помилка розширення хелперів - Додано англійську (UK), німецьку і македонську мови |
| Kohana    | 2.1    | Schneefeier   | 2.1.2     | 2008-06-10  | - Додана константа KOHANA_IS_WIN, яка сигналізує про роботу на платформі Windows - Численні виправлення помилок |
| Kohana    | 2.2    | Efímera       | 2.2.0     | 2008-08-08  | - Нові бібліотеки (Captcha) - Нові хелпери (upload, format, і т. д.) - Нові атрибути конфігурації - Нові драйвери (MSSQL, PayPal Pro) - Чистка коду, оптимізація і виправлення помилок |
| Kohana    | 2.3    | Kernachtig    | 2.3.0     | 2008-12-20  | - Новий роутер - Нова бібліотека баз даних (object_db) |
| Kohana    | 2.3    | Kernachtig    | 2.3.1     | 2009        | |
| Kohana    | 2.3    | Kernachtig    | 2.3.2     | 2009        | |
| Kohana    | 2.3    | Aegolius      | 2.3.3     | 2009-05-31  | |
| Kohana    | 2.3    | Buteo Regalis | 2.3.4     | 2009-06-05  | |
| Kohana    | 2.4    |               | 2.4       |             | - Нова бібліотека для роботи з базами даних - Оновлення в ORM - Додано кешування для виглядів(англ. views) |
| Kohana    | 3.0    | Renaissance   | 3.0.0     | 2009-09-17  | - Код повністю переписано. Немає сумісності з застосунками, написаними для 2.х. - Архітектура відповідає шаблону проектування HMVC - Додана нова функціональність ядра - Всі хелпери і бібліотеки є класами |
| Kohana    | 3.0    | Renaissance   | 3.0.1     | 2009-10-16  | - Код повністю переписано. Немає сумісності з застосунками, написаними для 2.х. - Архітектура відповідає шаблону проектування HMVC - Додана нова функціональність ядра - Всі хелпери і бібліотеки є класами |
| Kohana    | 3.0    | Renaissance   | 3.0.2     | 2009-11-21  | - Код повністю переписано. Немає сумісності з застосунками, написаними для 2.х. - Архітектура відповідає шаблону проектування HMVC - Додана нова функціональність ядра - Всі хелпери і бібліотеки є класами |
| Kohana    | 3.0    | Renaissance   | 3.0.3     | 2009-11-23  | - Код повністю переписано. Немає сумісності з застосунками, написаними для 2.х. - Архітектура відповідає шаблону проектування HMVC - Додана нова функціональність ядра - Всі хелпери і бібліотеки є класами |
| Kohana    | 3.0    | wyau cwningen | 3.0.4     | 2010-04-04  | - Код повністю переписано. Немає сумісності з застосунками, написаними для 2.х. - Архітектура відповідає шаблону проектування HMVC - Додана нова функціональність ядра - Всі хелпери і бібліотеки є класами |
| Kohana    | 3.0    | wyau cwningen | 3.0.5     | 2010-04-04  | - Код повністю переписано. Немає сумісності з застосунками, написаними для 2.х. - Архітектура відповідає шаблону проектування HMVC - Додана нова функціональність ядра - Всі хелпери і бібліотеки є класами |
| Kohana    | 3.0    | sumar hiti    | 3.0.6     | 2010-06-07  | - Код повністю переписано. Немає сумісності з застосунками, написаними для 2.х. - Архітектура відповідає шаблону проектування HMVC - Додана нова функціональність ядра - Всі хелпери і бібліотеки є класами |
| Kohana    | 3.0    | hattrick      | 3.0.7     | 2010-07-11  | - Код повністю переписано. Немає сумісності з застосунками, написаними для 2.х. - Архітектура відповідає шаблону проектування HMVC - Додана нова функціональність ядра - Всі хелпери і бібліотеки є класами |
| Kohana    | 3.0    | großen jäger  | 3.0.8     | 2010-09-22  | - Код повністю переписано. Немає сумісності з застосунками, написаними для 2.х. - Архітектура відповідає шаблону проектування HMVC - Додана нова функціональність ядра - Всі хелпери і бібліотеки є класами |
| Kohana    | 3.0    | nyaåret       | 3.0.9     | 2010-12-30  | - Код повністю переписано. Немає сумісності з застосунками, написаними для 2.х. - Архітектура відповідає шаблону проектування HMVC - Додана нова функціональність ядра - Всі хелпери і бібліотеки є класами |
| Kohana    | 3.0    | Hierofalco    | 3.0.10    | 2011-03-13  | - Код повністю переписано. Немає сумісності з застосунками, написаними для 2.х. - Архітектура відповідає шаблону проектування HMVC - Додана нова функціональність ядра - Всі хелпери і бібліотеки є класами |
| Kohana    | 3.0    | vespertinus   | 3.0.11    | 2011-05-02  | - Код повністю переписано. Немає сумісності з застосунками, написаними для 2.х. - Архітектура відповідає шаблону проектування HMVC - Додана нова функціональність ядра - Всі хелпери і бібліотеки є класами |
| Kohana    | 3.0    | cuvierii      | 3.0.12    | 2011-07-24  | - Код повністю переписано. Немає сумісності з застосунками, написаними для 2.х. - Архітектура відповідає шаблону проектування HMVC - Додана нова функціональність ядра - Всі хелпери і бібліотеки є класами |
| Kohana    | 3.1    | merle         | 3.1.0     | 2011-02-07  | - Удосконалена робота Request/Response - В валідацію додані контексти - Видалено модуль Pagination |
| Kohana    | 3.1    | aesalon       | 3.1.1     | 2011-02-16  | - Удосконалена робота Request/Response - В валідацію додані контексти - Видалено модуль Pagination |
| Kohana    | 3.1    | Hirondelle    | 3.1.2     | 2011-04-14  | - Удосконалена робота Request/Response - В валідацію додані контексти - Видалено модуль Pagination |
| Kohana    | 3.1    | araea         | 3.1.3     | 2011-05-02  | - Удосконалена робота Request/Response - В валідацію додані контексти - Видалено модуль Pagination |
| Kohana    | 3.1    | fasciinucha   | 3.1.4     | 2011-07-24  | - Удосконалена робота Request/Response - В валідацію додані контексти - Видалено модуль Pagination |
| Kohana    | 3.2    | Kolibri       | 3.2       | 2011-07-24  | - Подальше допрацювання механізму Response - Змінено принцип роботи з конфігураційними файлами (драйвери на основі класів Kohana_Config_Reader і Kohana_Config_Writer) |
| Kohana    | 3.3    | Badius        | 3.3       | 2012-10-23  | - Перехід на стандарт PSR-0 - Підвищення ізольованості HMVC-запитів (Request) - Зручніша система обробки виключень - Додано модуль Minion |